# 匍匐糖芥
匍匐糖芥学名：），原名匍匐桂竹香（学名：Cheiranthus forrestii），为十字花科糖芥属下的一个种。